# Perseus (Sohn des Nestor)
Perseus (altgriechisch Περσεύς Perseús) ist eine Person der griechischen Mythologie.
Perseus ist ein Sohn des Nestor, bei Homer wird als seine Mutter Eurydike angegeben, in der Bibliotheke des Apollodor hingegen Anaxibia. Seine Geschwister sind Peisidike, Polykaste, Aretos, Stratichos, Peisistratos, Echephron, Antilochos und Thrasymedes.
Bei einem Kuhopfer zu Ehren des Gottes Poseidon ist er derjenige, der das Gefäß hält, in dem das Blut des Opfertiers aufgefangen wird.